# Slatina (ort i Tjeckien, Pardubice, lat 49,63, long 16,61)
Slatina är en ort i Tjeckien.   Den ligger i regionen Pardubice, i den östra delen av landet, 170 km öster om huvudstaden Prag. Slatina ligger 457 meter över havet och antalet invånare är 114.
Terrängen runt Slatina är varierad. Runt Slatina är det ganska tätbefolkat, med 67 invånare per kvadratkilometer. Närmaste större samhälle är Svitavy, 17,2 km nordväst om Slatina. I omgivningarna runt Slatina växer i huvudsak blandskog.